# Bystra baibarensis
Bystra baibarensis là một loài tò vò trong họ Ichneumonidae.